# Duplex (filme)
Duplex é um filme estadunidense de 2003, do gênero comédia de humor negro, dirigido e narrado por Danny DeVito, e estrelado por Ben Stiller e Drew Barrymore.
O filme foi chamado de Our House para o seu lançamento no Reino Unido e na Irlanda.

## Enredo
Alex Rose e Nancy Kendricks são um jovem e belo casal de Nova York, que estão em busca do apartamento de seus sonhos, quando finalmente encontram o prédio perfeito, no Brooklyn. O duplex é um sonho realizado, completo e com três lareiras, mas exceto por um único inconveniente: A Sra. Connelly, a velha senhora que mora na parte de cima do apartamento. Supondo que ela é idosa e doente, o casal a deixa permanecer morando no local.
No entanto, eles logo percebem que a Sra. Connelly, na verdade, é uma velhinha energética e extravagante, que gosta de assistir televisão em volume altíssimo, tem uma arara de estimação e ensaia em uma barulhenta banda de metais. Como escritor, Alex está tentando terminar seu romance contra um prazo iminente. No entanto, ele é interrompido diariamente por inúmeros pedidos de ajuda da Sra. Connelly, que começam a se tornar cada vez mais frequentes. Alex e Nancy tentam convencer a Sra. Connelly a se mudar, mas ela não aceita. Quando o casal vai a polícia, prestar queixa da velha pelo barulho, descobrem que a Sra. Connelly já os denunciou, acusando o casal de assédio.
Quando Nancy perde o emprego, os dois são obrigados a ficarem em casa, juntamente com a Sra. Connelly. A partir daí, a raiva se transforma em fantasias homicidas e o casal decide finalmente contratar um assassino profissional, Chick, para matar a velha. No entanto, o preço do assassino para fazer o serviço é de US$ 25.000, mas eles não tem todo esse dinheiro. Alex tenta conseguir dinheiro com seu colega de trabalho, Coop, mas não consegue o empréstimo. Desesperados e precisando do dinheiro em dois dias, eles vendem tudo que tem em casa e o dia do assassinato é marcado para a véspera de natal. Chick não consegue matar a Sra. Connelly, quando ela se defende com seu arpão, atirando no ombro do assassino.
Quando Alex e Nancy decidem vender o duplex e se mudar, descobrem que a velha Sra. Connelly morreu enquanto dormia sentada em sua poltrona. Segundo o narrador, Alex e Nancy se mudaram para o Bronx e Alex se inspirou na sua experiência desagradável vivendo com a Sra. Connelly para escrever um livro, que se tornou um best-seller de sucesso. Antes do final do filme, é revelado que o proprietário do duplex, Kenneth (é filho da Sra. Connelly) e Dan, o policial que sempre multava o casal era falso e estava envolvido num esquema com a Sra. Connelly, que nunca esteve morta. É revelado que o trio dá esse golpe nos jovens casais há muito tempo. Tudo para ficar com a comissão de venda do duplex.

## Elenco
- Ben Stiller - Alex Rose
- Drew Barrymore - Nancy Kendricks
- Eileen Essel - Sra. Conelly
- Harvey Fierstein - Kenneth
- Justin Theroux - Coop
- James Remar - Chick
- Robert Wisdom - Oficial Dan
- Swoosie Kurtz - Jean
- Wallace Shawn - Herman
- Maya Rudolph - Tara
- Amber Valletta - Celine
- Jackie Sandler - Bartender
- Michelle Krusiec - Dr. Kang
- Tracey Walter - Cliente na Farmácia
- Danny DeVito - Narrador (voz)

## Recepção
O crítico de cinema Roger Ebert, do jornal Chicago Sun-Times deu ao filme duas estrelas de quatro e escreveu que "os esquemas de assassinato destinados à sra. Connelly não geram risadas, talvez porque, não importa o que ela faça, ela ainda parece irremediavelmente uma doce velhinha [...] Duplex tenta impor emoções que realmente não sentimos. Não podemos nos identificar com a Sra. Connelly, isso é certo, mas não podemos nos identificar com Alex e Nancy também porque não compartilhamos sua frustração, e a razão pela qual não compartilhamos é porque não acreditamos nisso. Há muita artimanha e pouca plausibilidade e, finalmente, estamos apenas curtindo as performances e desejando que eles estivessem em um filme mais persuasivo".
Barrymore ganhou uma indicação ao Framboesa de Ouro na categoria de Pior Atriz por suas atuações em Duplex e Charlie's Angels: Full Throttle, mas "perdeu" o troféu para Jennifer Lopez por Gigli.
Duplex arrecadou US$ 9.692.135 nos Estados Unidos e mais US$ 9.630.000 todo o mundo, totalizando US$ 19.322.135, tornando-se uma bomba de bilheteria considerando seu orçamento de US$ 40 milhões.